# Batalha de Afabet
A Batalha de Afabet foi uma batalha da Guerra de Independência da Eritreia travada de 17 a 20 de março de 1988 e durante a qual os combatentes da Frente de Libertação Popular da Eritreia tomaram o quartel-general do exército etíope em Afabet, no nordeste da Eritreia.
Uma batalha decisiva do conflito, presenciou a destruição de três divisões etíopes, que perderam cerca de 18 000 homens, mortos, feridos ou capturados. Três conselheiros militares soviéticos que auxiliavam os etíopes também caíram nas mãos dos eritreus, que apreenderam um espólio considerável, incluindo cerca de 50 veículos blindados. O historiador britânico Basil Davidson considera esta a maior vitória conquistada por um movimento de libertação sobre um exército regular desde Diên Biên Phu.